# Río Hondo (departamento)
Río Hondo é um departamento da Argentina, localizado na
província de Santiago del Estero.